# 第31屆香港國際電影節
第三十一屆香港國際電影節於2007年3月10日至4月11日舉行，今年挑選了由鄭智薰（Rain）及林秀晶主演的《再造人之戀》及游乃海執導的《跟蹤》作為開幕電影。另選映50個國家逾300部電影於電影節期間播放，於本屆開始，在電影節期間籌辦《亞洲電影大獎》。

## 放映場地
香港文化中心大劇院、香港大會堂劇院、香港電影資料館電影院、香港科學館香港太空館演講廳、葵青劇院演藝廳、UA太古城中心、UA朗豪坊、UA時代廣場、香港藝術中心Agnes b.電影院、香港會議展覽中心演講廳1等等。

## 節目簡介
| 節目                             | 時間                                                                                        | 導演                         | 地點                                                       | 影片                               |
| -------------------------------- | ------------------------------------------------------------------------------------------- | ---------------------------- | ---------------------------------------------------------- | ---------------------------------- |
| 首映禮 (開幕電影)                | 2007年3月19日 (7:15 PM) 2007年3月27日 (9:45 PM)                                             | 游乃海                       | 香港會議展覽中心演講廳、香港文化中心大劇院                 | 跟蹤                               |
| 首映禮 (開幕電影)                | 2007年3月19日 (9:30 PM) 2007年3月20日 (7:15 PM)                                             | 朴贊郁                       | 香港會議展覽中心演講廳                                     | 再造人之戀                         |
| 首映禮 (頒獎禮之夜)              | 2007年3月21日 (7:15 PM) 2007年4月3日 (7:00 PM)                                              | 田壯壯                       | UA時代廣場4院、香港文化中心大劇院                          | 吳清源                             |
| 首映禮 (隆重首映)                | 2007年3月22日 (7:00 PM) 2007年3月22日 (9:30 PM) 2007年4月5日 (9:00 PM)                      | 馬場康夫                     | 香港會議展覽中心演講廳、香港文化中心大劇院                 | 超時空泡泡女                       |
| 首映禮 (隆重首映)                | 2007年3月20日 (9:45 PM) 2007年4月1日 (6:00 PM) 2007年4月9日 (9:00 PM)                       | 蜷川實花                     | 香港會議展覽中心演講廳、葵青劇院演藝廳、香港文化中心大劇院 | 惡女花魁                           |
| 首映禮 (隆重首映)                | 2007年3月27日 (7:15 PM)                                                                     | 山田洋次                     | 香港文化中心大劇院                                         | 武士的一分                         |
| 特備節目                         | 2007年3月21日 (8:00 PM) 2007年3月26日 (7:15 PM) 2007年4月1日(9:00 PM)                       | 洛·比桑                      | 香港會議展覽中心演講廳、UA時代廣場4院、香港文化中心大劇院  | 迷你魔界大冒險                     |
| 特備節目                         | 2007年3月28日 (7:00 PM) 2007年4月9日(3:00 PM)                                               | 馬克·法蘭西斯、尼克·法蘭西斯 | 香港科學館演講廳                                           | 不公平咖啡                         |
| 特備節目                         | 2007年4月11日 (8:00 PM)                                                                     | 蘇絲·譚芭頓                  | 香港文化中心音樂聽                                         | 香港小交響樂團──彼得與狼           |
| 亞洲數碼錄像競賽                 | 2007年3月30日 (5:30 PM) 2007年4月4日(7:15 PM)                                               | 楊恆                         | 香港科學館演講廳                                           | 檳榔                               |
| 亞洲數碼錄像競賽                 | 2007年3月31日 (6:00 PM) 2007年4月5日(9:15 PM)                                               | 張躍東                       | 香港科學館演講廳、香港藝術中心Agnes b.電影院               | 下午狗叫                           |
| 亞洲數碼錄像競賽                 | 2007年3月30日 (9:30 PM) 2007年4月5日(3:00 PM)                                               | 吳明金                       | 香港科學館演講廳、香港藝術中心Agnes b.電影院               | 大象與海                           |
| 亞洲數碼錄像競賽                 | 2007年4月1日(10:30 AM) 2007年4月6日(6:00 PM)                                                | 陳翠梅                       | 香港科學館演講廳                                           | 莫失莫忘（前譯：愛情征服一切）     |
| 亞洲數碼錄像競賽                 | 2007年4月1日(6:00 PM) 2007年4月4日(7:15 PM)                                                 | 李添興                       | 香港科學館演講廳、香港太空館演講廳                         | 當我們同在一起                     |
| 亞洲數碼錄像競賽                 | 2007年4月1日(9:00 PM) 2007年4月6日(3:00 PM)                                                 | 柯浩士·蘇烈圖                | 香港科學館演講廳、香港藝術中心Agnes b.電影院               | 割之女                             |
| 亞洲數碼錄像競賽                 | 2007年3月30日 (2:30 PM) 2007年4月5日(6:00 PM)                                               | 謝拉·安東尼·山齊士           | 香港科學館演講廳、香港藝術中心Agnes b.電影院               | 最後的女祭司                       |
| 亞洲數碼錄像競賽                 | 2007年3月31日 (9:00 PM) 2007年4月2日(9:30 PM)                                               | 李松喜一                     | 香港大會堂劇院                                             | 愛在基吧的日子                     |
| 人道獎紀錄片競賽                 | 2007年4月1日(6:00 PM) 2007年4月4日(9:30 PM)                                                 | 梁思眾、李成琳               | 香港太空館演講廳、香港科學館演講廳                         | 曙光球隊                           |
| 人道獎紀錄片競賽                 | 2007年3月31日 (10:30 AM) 2007年4月5日(2:45 PM)                                              | 楊蕊                         | 香港大會堂劇院、香港太空館演講廳                           | 畢摩記                             |
| 人道獎紀錄片競賽                 | 2007年3月30日 (7:30 PM) 2007年4月5日(1:15 PM)                                               | 伊娃·莫華                    | 香港太空館演講廳                                           | 民主不死花                         |
| 人道獎紀錄片競賽                 | 2007年3月31日 (7:50 PM) 2007年4月6日(7:50 PM)                                               | 朗·夏維利奧                  | 香港科學館演講廳、香港太空館演講廳                         | 安第斯之旅                         |
| 人道獎紀錄片競賽                 | 2007年3月30日 (9:30 PM) 2007年4月2日(7:15 PM)                                               | 費里安·奧皮茲                | UA朗豪坊3院、4院                                           | 全球化大出賣                       |
| 人道獎紀錄片競賽                 | 2007年4月1日(9:00 PM) 2007年4月4日(9:30 PM)                                                 | 馬素·舒巴哈                  | 香港太空館演講廳、UA朗豪坊3院                              | 卡拉的名單                         |
| 人道獎紀錄片競賽                 | 2007年3月31日 (3:00 PM) 2007年4月6日(9:00 PM)                                               | 蘇拉也·納加素雲              | 香港太空館演講廳、香港科學館演講廳                         | 求學不是求分數？                   |
| 人道獎紀錄片競賽                 | 2007年3月30日 (5:30 PM) 2007年4月6日(1:15 PM)                                               | 標·吉頓達、丹·史特曼         | 香港太空館演講廳、香港大會堂劇院                           | 南京                               |
| 影迷嘉年華                       | 2007年3月31日 (6:00 PM) 2007年4月4日(9:30 PM)                                               | 雷·羅倫斯                    | 香港文化中心大劇院、香港大會堂劇院                         | 一切由浮屍開始                     |
| 影迷嘉年華                       | 2007年4月3日(10:00 PM) 2007年4月7日(1:15 PM)                                                | 祖山·拿科士                  | 香港文化中心大劇院、UA朗豪坊3院                            | 給我一個安寧的家                   |
| 影迷嘉年華                       | 2007年4月8日(3:00 PM) 2007年4月10日(9:30 PM)                                                | S. 阿米哥連拿                | 香港文化中心大劇院、香港大會堂劇院                         | 諜戰911                            |
| 影迷嘉年華                       | 2007年3月31日 (4:00 PM) 2007年4月7日(6:00 PM)                                               | 帕德烈斯·勒孔                | 香港太空館演講廳、香港大會堂劇院                           | 搲個好朋友                         |
| 影迷嘉年華                       | 2007年4月7日(10:30 AM) 2007年4月11日(9:30 PM)                                               | 丹尼·笛古                    | UA太古城1院、香港文化中心大劇院                            | 翻琴譜的人                         |
| 影迷嘉年華                       | 2007年4月6日(9:00 PM) 2007年4月11日(2:30 PM)                                                | 哈察·保查希                  | 香港文化中心大劇院、香港大會堂劇院                         | 歲月榮光                           |
| 影迷嘉年華                       | 2007年3月21日 (9:30 PM) 2007年4月7日(9:00 PM)                                               | 法漢·阿克塔                  | UA時代廣場4院、香港文化中心大劇院                          | 奪面煞星寶萊塢                     |
| 影迷嘉年華                       | 2007年3月30日 (9:30 PM) 2007年4月5日(6:00 PM)                                               | 保羅·韋浩雲                  | UA時代廣場4院、香港文化中心大劇院                          | 黑色名冊                           |
| 影迷嘉年華                       | 2007年4月6日(6:00 PM) 2007年4月10日(9:30 PM)                                                | 辛·艾利斯                    | 香港文化中心大劇院、UA太古城1院                            | 愛情回水                           |
| 影迷嘉年華                       | 2007年3月20日 (9:30 PM) 2007年3月22日 (5:30 PM) 2007年4月1日(9:00 PM)                       | P.A.威廉士                   | UA朗豪坊3院、UA時代廣場4院、葵青劇院演藝廳                 | 亡命英倫                           |
| 影迷嘉年華                       | 2007年3月20日 (7:15 PM) 2007年3月23日 (5:00 PM) 2007年3月28日(7:15 PM)                      | 安芝亞·雅萊                  | UA時代廣場4院、香港大會堂劇院                              | 獵男閉路                           |
| 影迷嘉年華                       | 2007年3月29日(9:30 PM) 2007年4月6日(3:00 PM)                                                | E. 愛士迪維斯                | 香港文化中心大劇院、香港文化中心大劇院                     | RFK遇刺的那天                      |
| 影迷嘉年華                       | 2007年4月7日(3:00 PM) 2007年4月11日(7:15 PM)                                                | 基斯杜化·吉斯                | 香港大會堂劇院、香港文化中心大劇院                         | 問鼎奧斯卡                         |
| 影迷嘉年華                       | 2007年4月8日(6:00 PM) 2007年4月11日(9:30 PM)                                                | 約翰·古倫                    | 香港文化中心大劇院、UA太古城1院                            | 愛在遙遠的附近                     |
| 影迷嘉年華                       | 2007年3月30日(9:30 PM) 2007年4月2日(9:30 PM)                                                | 麥克·霍士達                  | 香港文化中心大劇院、UA時代廣場4院                          | 離奇過小說                         |
| 大師級                           | 2007年3月21日(7:15 PM) 2007年4月3日(7:00 PM)                                                | 田壯壯                       | UA時代廣場4院,香港文化中心大劇院                           | 吳清源                             |
| 大師級                           | 2007年4月4日(9:30 PM) 2007年4月7日(8:00 PM)                                                 | 蔡明亮                       | 香港文化中心大劇院,UA太古城1院                             | 黑眼圈                             |
| 大師級                           | 2007年4月6日(12:30 PM) 2007年4月8日(8:00 PM)                                                | 拉烏·盧易茲                  | 香港文化中心大劇院,UA太古城1院                             | 克林姆和他的女人                   |
| 大師級                           | 2007年4月6日(6:00 PM) 2007年4月9日(3:00 PM)                                                 | 楊·史雲梅耶                  | 香港藝術中心Agnès b.電影院,(香港文化中心)大劇院            | 黐線                               |
| 作者風                           | 2007年4月7日(10:30 AM) 2007年4月9日(9:45 PM)                                                | 般奴·杜蒙                    | 香港大會堂劇院,葵青劇院演藝廳                              | 天人之戰                           |
| 作者風                           | 2007年4月4日(5:45 PM) 2007年4月10日(7:15PM)                                                 | 班諾瓦·積高                  | 香港文化中心劇院,UA太古城1院                               | 尋找窮爸爸                         |
| 作者風                           | 2007年4月7日(12:30 PM) 2007年4月9日(4:00 PM)                                                | 嘉連·奴高浩                  | 香港大會堂劇院,UA太古城1院                                 | 爪哇歌劇                           |
| 作者風                           | 2007年3月31日(12:30 PM) 2007年4月2日(9:30 PM)                                               | 巴曼·哥巴迪                  | UA時代廣場4院,UA朗豪坊3院                                  | 月半之歌                           |
| 作者風                           | 2007年3月23日(7:15 PM) 2007年4月7日(9:45 PM)                                                | 黑澤清                       | UA時代廣場4院,葵青劇院演藝廳                               | 惹鬼狂叫                           |
| 作者風                           | 2007年3月28日(9:30 PM) 2007年3月31日(10:30 AM)                                              | 阿德拉曼·薜沙高              | UA朗豪坊3院,UA時代廣場4院                                  | 審判IMF                            |
| 作者風                           | 2007年3月28日(5:00 PM) 2007年3月31日(3:00 PM)                                               | 柏孚·龍謹                    | UA朗豪坊3院,香港文化中心大劇院                             | 淨生島                             |
| 作者風                           | 2007年3月20日(9:30 PM) 2007年3月29日(7:15 PM)                                               | 張律                         | UA時代廣場4院,香港大會堂劇場                               | 界                                 |
| 作者風                           | 2007年3月26日(5:00 PM) 2007年4月3日(9:30 PM)                                                | 洪尚秀                       | UA時代廣場4院,香港大會堂劇院                               | 沙灘上的女人                       |
| 作者風                           | 2007年4月6日(4:00 PM) 2007年4月11日(7:30 PM)                                                | 阿彼察邦·韋華斯花古          | UA太古城1院,香港科學館演講廳                               | 世紀症候群                         |
| 作者風                           | 2007年4月5日(4:00 PM) 2007年4月10日(9:30 PM)                                                | 魯里·比茲·舍蘭               | UA太古城1院,香港文化中心大劇院                             | 氣候                               |
| 作者風                           | 2007年3月27日(9:30 PM) 2007年4月10日(12:30 PM)                                              | 魯卡斯·穆迪臣                | UA時代廣場4院,香港科學館演講廳                             | 夢修羅                             |
| 沉默捕手柏度·哥斯達              | 2007年3月31日(6:00 PM) 2007年4月8日(12:30 PM)                                               | 柏度·哥斯達                  | 香港太空館演講廳,香港大會堂劇院                            | 骨未成灰                           |
| 沉默捕手柏度·哥斯達              | 2007年3月31日(9:00 PM) 2007年4月8日(3:00 PM)                                                | 柏度·哥斯達                  | 香港太空館演講廳,香港大會堂劇院                            | 范黛的小室                         |
| 沉默捕手柏度·哥斯達              | 2007年4月4日(9:30 PM) 2007年4月9日(6:00 PM)                                                 | 柏度·哥斯達                  | 香港太空館演講廳,香港大會堂劇院                            | 回首向來蕭瑟處                     |
| 沉默捕手柏度·哥斯達              | 2007年4月2日(1:15 PM) 2007年4月10日(7:15 PM)                                                | Aurélien Gerbault            | 香港太空館演講廳,香港大會堂劇院                            | 也無風雨也無晴                     |
| 中國電影新天地                   |                                                                                             |                              |                                                            |                                    |
| 香港電影面面觀2006-2007          |                                                                                             |                              |                                                            |                                    |
| 焦點導演：邱禮濤                 |                                                                                             |                              |                                                            |                                    |
| 第二屆鮮浪潮短片競賽             | 2007年3月31日(12:30 PM) 2007年4月6日(3:00 PM) 2007年3月31日(3:00 PM) 2007年4月6日(12:30 PM) |                              | 香港科學館演講廳                                           | 鮮浪潮學生組短片節目               |
| 第二屆鮮浪潮短片競賽             | 2007年4月1日(12:30 PM) 2007年4月7日(3:00 PM) 2007年4月1日(3:00 PM) 2007年4月7日(12:45 PM)   |                              | 香港科學館演講廳                                           | 鮮浪潮公開組短片節目               |
| 自主新潮                         |                                                                                             |                              |                                                            |                                    |
| 羅馬利亞新世代                   |                                                                                             |                              |                                                            |                                    |
| 世界視野                         |                                                                                             |                              |                                                            |                                    |
| 德國電影新氣象                   |                                                                                             |                              |                                                            |                                    |
| 光影北歐                         |                                                                                             |                              |                                                            |                                    |
| 我愛午夜長                       |                                                                                             |                              |                                                            |                                    |
| 鍊光術師保羅·治奧利              |                                                                                             |                              |                                                            |                                    |
| 前衛眼                           |                                                                                             |                              |                                                            |                                    |
| 影人影事                         |                                                                                             |                              |                                                            |                                    |
| 真的假不了                       |                                                                                             |                              |                                                            |                                    |
| 超人氣動畫                       |                                                                                             |                              |                                                            |                                    |
| 百份百啱睇動畫                   |                                                                                             |                              |                                                            |                                    |
| 懷念維斯康堤                     |                                                                                             |                              |                                                            |                                    |
| 江山多嬌 人物風流 李翰祥電影回顧 |                                                                                             |                              |                                                            |                                    |
| 越界：當代中國電影的紀實與虛構   |                                                                                             |                              |                                                            |                                    |
| 新薹試驗場-大專學生作品展        | 2007年4月11日(3:15 PM)                                                                      |                              | 香港太空館演講廳                                           | 香港演藝學院學生作品選             |
| 新薹試驗場-大專學生作品展        | 2007年4月4日(1:15 PM)                                                                       |                              | 香港太空館演講廳                                           | 香港浸會大學學生作品選             |
| 新薹試驗場-大專學生作品展        | 2007年4月11日(1:15 PM)                                                                      |                              | 香港太空館演講廳                                           | 香港城市大學學生作品選             |
| 新薹試驗場-大專學生作品展        | 2007年4月11日(5:15 PM)                                                                      |                              | 香港太空館演講廳                                           | 香港專業教育學院觀塘分校學生作品選 |
| 第十二屆ifva得獎節目             | 2007年3月27日(7:15 PM) 2007年3月31日(2:00 PM) 2007年3月31日(4:00 PM) 2007年4月3日(7:15 PM)  |                              | 香港科學館演講廳、香港藝術中心Agnès b.電影院               |                                    |
| 我愛我電影                       |                                                                                             |                              |                                                            |                                    |
| 親愛的地球…                      | 2007年4月5日(12:30 PM)                                                                      | 基斯·派恩                    | 香港大會堂劇院                                             | 誰謀殺了電動車？                   |
| 親愛的地球…                      | 2007年3月27日(7:00 PM)                                                                      | 米高·泰拿                    | 香港大會堂劇院                                             | 大暖化                             |
| 親愛的地球…                      | 2007年4月10日(5:15 PM)                                                                      | 戴維斯·古根漢                | 香港大會堂劇院                                             | 絕望真相                           |

## 外部連結
- 香港國際電影節